# 청화천

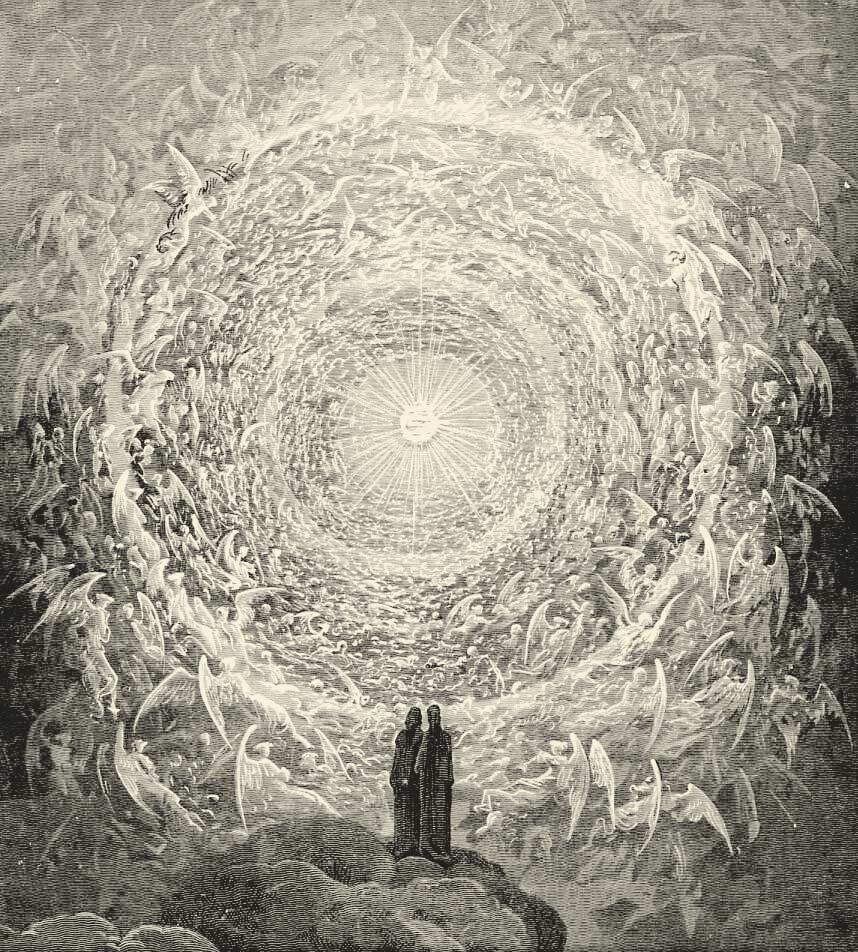
귀스타브 도레가 그린 단테의 신곡 천국편 삽화.

청화천(淸火天, Empyrean Heaven)은 고중세 유럽을 지배한 아리스토텔레스주의 우주론에서 수정천구의 가장 높은 최고층이다. 4원소 가운데 불이 지배하는 하늘이다(다만 아리스토텔레스의 원래 학설에서는 제5원소 아이테르가 지배한다). 중세 라틴어로는 empyreus 라고 하며, 이는 고대 그리스어로 “불 속” 이라는 뜻의 empyros 에서 유래했다.
기독교 우주론에서 청화천의 불은 “빛의 원천”이며, 유일신과 구원된 영혼들이 여기에 산다. 중세 기독교에서 청화천은 제1천 공기천과 제2천 항성천 너머의 제3천으로 여겨졌다. 아리스토텔레스의 청화천 개념을 기독교에 가져온 것은 이시도루스 히스팔렌시스, 베다 베네라빌리스 등 7세기 신학자들이었다.

## 같이 보기
- 천국
- 낙원
- 플레로마
- 창공